# Rue des Écouffes
Rue des Écouffes je ulice v Paříži v historické čtvrti Marais. Nachází se ve 4. obvodu.

## Poloha
Ulice vede od křižovatky s Rue de Rivoli a končí na křižovatce s Rue des Rosiers. Směrem na jih navazuje na Rue Tiron.

## Historie
Původ názvu ulice není příliš jasný. Snad se mohlo jednat o vývěsní štít, na kterém byl znázorněn luňák, který se dříve nazýval „escofles“. Severní část ulice mezi Rue du Roi-de-Sicile a Rue des Rosiers vznikla kolem roku 1200. Její název se měnil – 1233 Rue de l'Ecofle, Rue de l'Escouffle (v Le Dit des rues de Paris), Rue des Escoufles ve 14. století nebo Rue des Escoffles v 16. století.
Ministerská vyhláška z 27. května 1799 stanovila minimální šířku ulice na sedm metrů. Na základě královské vyhlášky ze 16. srpna 1836 byla šířka zvýšena na 10 metrů. V 19. století ulice měřila 130 m a nacházela se v bývalém 7. obvodu mezi Rue du Roi-de-Sicile a Rue des Rosiers.
Jižní část mezi Rue de Rivoli a Rue du Roi-de-Sicile byla dříve součástí Rue Tiron. Když byla v roce 1854 tato ulice rozdělena stavbou Rue de Rivoli, byla její kratší, severní část v roce 1856 připojena k Rue des Écouffes.

## Zajímavé objekty
- dům č. 3: nachází se na místě původního domu, kde od roku 1673 až do své smrti bydlel historik a filolog Charles du Fresne (1610–1688).
- dům č. 18: synagoga Bejt Josef (בית יוסף) a Fleischmanova modlitebna. Modlitebnu založil v roce 1930 Armand Fleischman (1886–1973). Původně byla nezávislá aškenázského ritu, od 50. let je sefardská a konzistoriální.
- dům č. 20: v původním domě žil malíř Philippe de Champaigne.
- dům č. 21: narodil se zde Jacob Kaplan (1895–1994), v letech 1955–1980 hlavní francouzský rabín.
- dům č. 23: bydlel zde geograf Philippe Buache (1700–1773).
- dům č. 25: Hôtel Brulart, palác ze 17. století, jeho fasáda a střechy jsou chráněny jako historická památka.